# زیده پایین
زیده پایین، روستایی از توابع بخش سردار جنگل شهرستان فومن در استان گیلان ایران است.
در این روستا حدود صد هکتار باغ چای وجود دارد که سرسبزترین و زیباترین روستای منطقه فومنات می باشد.
در این روستا به همت و لطف نیکوکار بزرگ آقای سعید خارابی، کتابخانه،سالن ورزشی بدنسازی،سالن پینگ پنک،زمین والیبال،فوتبال و بسکتبال به صورت رایگان برای عموم ساخته شده است که از این نظر روستای زیده یکی از مجهزترین روستاهای کشور از لحاظ امکانات ورزشی است که همگی رایگان در اختیار مردم قرار گرفته است
همچنین مدرسه دخترانه ی روستا نیز اهدایی از طرف آقای سعید خارابی می باشد 
در این روستا کارخانه چای چایچو وجود دارد که حدود ۵۰نفر به طور مستقیم و غیر مستقیم در این شرکت مشغول به کار می باشند
ضمنا تنها مزرعه پرورش ماهیان خاویاری در شهرستان فومن نیز در این روستا واقع شده است

## جمعیت
این روستا در دهستان سردارجنگل قرار دارد و براساس سرشماری مرکز آمار ایران در سال ۱۳۸۵، جمعیت آن ۱٬۰۶۸ نفر (۲۷۷خانوار) بوده‌است.